# Џејмс Ремар
Вилијам Џејмс Ремар (енгл. William James Remar; рођен Бостон, Масачусетс, 31. децембар 1953), амерички је позоришни, филмски и ТВ глумац. Током своје каријере, појавио се у више од 150 филмова.
Глумио је у бројним филмовима и серијама, а једна од његових најпознатијих улога је она Харија Моргана у серији „Декстер”. Запажене улоге остварио је у филмовима: Ратници подземља (1979), Јахачи на дуге стазе (1980), 48 сати (1982), Фантом (1996), Потрага (1996), Ђангова освета (2012), Било једном у Холивуду (2019) и др.